# 卡亨紋唇魚
卡亨紋唇魚（学名：Osteochilus kahajanensis）是輻鰭魚綱鯉形目鯉科的其中一個種，分布於亞洲泰國南部、馬來西亞及印尼，體長可達22公分，棲息在礫石底質、水質清澈且流速快的溪流。